# Aleksandra Kurczab-Pomianowska
Aleksandra Kurczab-Pomianowska (ur. 7 maja 1940 we Lwowie) – reżyser teatralna, aktorka, tłumaczka literatury włoskiej i francuskiej.
Córka krakowskiego pisarza Jana Kurczaba (1903–1969) i Janiny z domu Liebling (1908–2008), żona pisarza Jerzego Pomianowskiego (1921–2016), siostra Krystyny Kurczab-Redlich (ur. 1954).
W latach 1957–1960 aktorka Miejskiego Teatru Rapsodycznego w Krakowie (postać Arete w Odysei Homera, 1958). Artystka Piwnicy pod Baranami. Autorka radiowych form teatralnych III Programu Polskiego Radia (1962–1968). Była konferansjerką pierwszego opolskiego festiwalu polskiej piosenki w 1963 r. Studentka warszawskiej PWST, uczestniczka wydarzeń marcowych. Na fali antysemickiej kampanii wyemigrowała do Włoch (1968), gdzie ukończyła studia reżyserskie na Accademia Nazionale D'Arte Drammatica Silvio D’Amico w Rzymie, późniejsza asystentka Kazimierza Dejmka w Piccolo Teatro w Mediolanie.
We Włoszech reżyserowała m.in.: prapremierę światową Szczęśliwe wydarzenie (Un caso fortunato) Sławomira Mrożka, radiofoniczną adaptację Męża i żony Aleksandra Fredry, prapremierę światową dramatu Przed sklepem jubilera a także Hioba (na podstawie dramatu Karola Wojtyły) podczas Festiwalu Teatrów w San Miniato.

## Przekłady
- Czyste Ściany, Giuseppe Cassieri; (Wydawnictwo: Czytelnik, 1979 r.),
- La bottega dell'orefice: (meditazioni sul sacramento del matrimonio che di tanto in tanto si trasformano in dramma) (Andrzej Jawień) Karol Wojtyła (trad. di A.Kurczab e J. Pomianowski; con la collab. di Siro Angeli; comm. di J. Pomianowski, Libreria Editrice Vaticana, 1979)
- Pietra di luce: poesie Karol Wojtyla (tr. di A. Kurczab, M. Guidacci, Libreria Editrice Vaticana, 1979)
- Il sapore del pane Karol Wojtyla (tr. A. Kurczab e M. Guidacci, Libreria editrice Vaticana, 1979)
- Madre Maria Colomba Białecka: fondatrice della congregazione delle Domenicane Polacche M. M. Serafina Steinig (trad. A. Kurczab, Napoli: Ed. Domenica Italiana, 1983.
- Austeria, Julian Stryjkowski, (wraz z P.Statuti 1984 r.),
- Wiersze: (1939-1978) Karol Wojtyła (tł. A. Kurczab, M. Guidacci, Rzym, Wenecja: San Marco 1986)
- Droga do doskonałości: nauki Nur Alego Elâhi zebrane przez Bahrâma Elâhi (NWP, 1990),Medycyna Duszy, Podstawy duchowości naturalnej, *Duchowość jest nauką
- 100 Maksym Ostad Elahi,
- Poesie: l'opera poetica completaKarol Wojtyła-Giovanni Paolo II (trad. di A. Kurczab e M. Guidacci, Roma: Grandi Tascabili Economici Newton; Milano: 1994)
- Poezje Karol Wojtyła (przekł. A. Kurczab, M. Guidacci, Kraków : Wydaw. Literackie, 1999)
- Obywatelka dwóch światów, Rosanna Tocchetto Lewandowska (Wydawnictwo: Twój Styl, 2002),
- Morire dal ridere, Jacek Janczarski (wraz z P.Statuti),
- wiersze Czesława Miłosza,: Campo di Fiori, Biedny chrześcijanin patrzy na getto, Mittelbergheim, Il compito
- wiersz Splot (Il contesso) L. Sciascia.